# Pará
Pará es uno de los veintiséis estados que, junto con el distrito federal, forman la República Federativa de Brasil. Su capital es Belém. Está ubicado en la región Norte del país. Limita al norte con la República Cooperativa de Guyana (incluyendo el territorio de la Guayana Esequiba, en litigio entre Guyana y Venezuela), la República de Surinam, Amapá y el océano Atlántico, al este con Maranhão y Tocantins, al sur con Mato Grosso, al oeste con Amazonas y al noroeste con Roraima. Con 1 247 689 km² es el segundo estado más extenso —por detrás de Amazonas—, con unos 8 100 000 habs. en 2014, el noveno estado más poblado —por detrás de São Paulo, Minas Gerais, Río de Janeiro, Bahía, Río Grande del Sur, Paraná, Pernambuco y Ceará— y con 6,5 hab/km², el séptimo menos densamente poblado, por delante de Tocantins, Amapá, Acre, Mato Grosso, Amazonas y Roraima, el menos densamente poblado. Las ciudades más importantes son Belém, Santarém, Marabá, Altamira, Castanhal y Abaetetuba. El estado, que tiene el 4,1% de la población brasileña, es responsable de solo el 2,2% del PIB brasileño.

## Toponimia
El topónimo de la palabra Pará tiene su origen en los idiomas guaraní y tupí en que significa "mar" y "río caudaloso", respectivamente. El nombre del estado proviene del río del mismo nombre; El río Pará es uno de los afluentes del río Amazonas en el estado.

## Historia
El Fuerte de Presépio, fundado en 1616 por los portugueses, dio origen a Belém, pero la ocupación del territorio fue desde antes marcada por incursiones de neerlandeses y británicos en busca de especias.
En el siglo XVII, la región, integrada a la capitanía de Maranhão y Grão Pará (Gran Pará), conoció la prosperidad con la labranza y la ganadería. En 1774, la integración se deshizo. En 1821, la Revolución Constitucionalista de Oporto (Portugal) fue apoyada por los paraenses, pero el alzamiento acabó reprimido. Las luchas políticas continuaron: la más importante, la cabanagem (1835), llegó a decretar la independencia de la provincia.
La economía creció rápidamente en el siglo XIX e inicios del siglo XX con la explotación del caucho. Con la declinación de este ciclo, vino el estancamiento, del cual Pará salió en la década de 1960, con el desarrollo agrícola del sur del Estado. En la década de 1970, el crecimiento fue acelerado con la explotación de hierro en la sierra de Carajás y de oro en Serra Pelada.

## Intento de división territorial
El domingo 11 de diciembre de 2011, se realizó un plebiscito entre los habitantes del estado, para tratar la división del mismo en tres, y de esta manera, crear los estados de Carajás y Tapajós, aparte del de Pará. El estado de Carajás, estaba previsto que tuviera una extensión de unos 300.000 km², es decir un 24 % del total del estado. Por otro lado, el estado de Tapajós con 732.500 km² ocuparía el 59 % del total del estado.
De esta manera, el estado de Pará quedaría reducido a 218.000 km² es decir un 17 % del estado original, pero manteniendo la mayoría de la población.
La propuesta fue rechazada por aproximadamente un 67,21 % de los 4.800.000 electores, contra un 32,79 % de electores que votaron a favor de la propuesta.
La motivación de la votación fue que el estado, con una superficie similar a la de Colombia, es administrado desde Belem, su capital, la cual se encuentra sumamente alejada del oeste del Estado.
El plebiscito sobre la división de Pará, autorizado por el Congreso en mayo pasado, era una reivindicación de los habitantes de las regiones más al sur y más al oeste del estado, que se sienten discriminados por las autoridades de la lejana Belém.
Los defensores de la división reivindicaban un gobierno regional exclusivo para Carajás, una región rica en minerales y en donde la gigantesca empresa Vale S.A. explota las mayores reservas de hierro del mundo, y otro para Tapajós, una región en gran parte selvática, con extensas reservas ambientales e indígenas, y en la que está siendo construido Belo Monte, la tercera mayor hidroeléctrica del mundo.

## Demografía
El último censo PNAD (Investigación Nacional por Muestra de Domicilios) reveló las siguientes cifras: 4.988.000 personas pardas (multirraciales) (69,9%), 1.641.000 personas blancas (23,0%), 470.000 personas negras (6,6%) ,35.000 personas asiáticas o amerindias ( 0,5%).

## Geografía
El relieve es bajo y plano; 58% del territorio se encuentra debajo de los 200 metros. Las alturas superiores a 500 metros están en las sierras de Carajás, Caximbinho y Acari.
La vegetación predominante en el estado es la selva tropical con rica biodiversidad. Los principales ríos son el río Amazonas, el río Tapajós, el río Tocantins, el río Jari y el río Pará.

## Economía

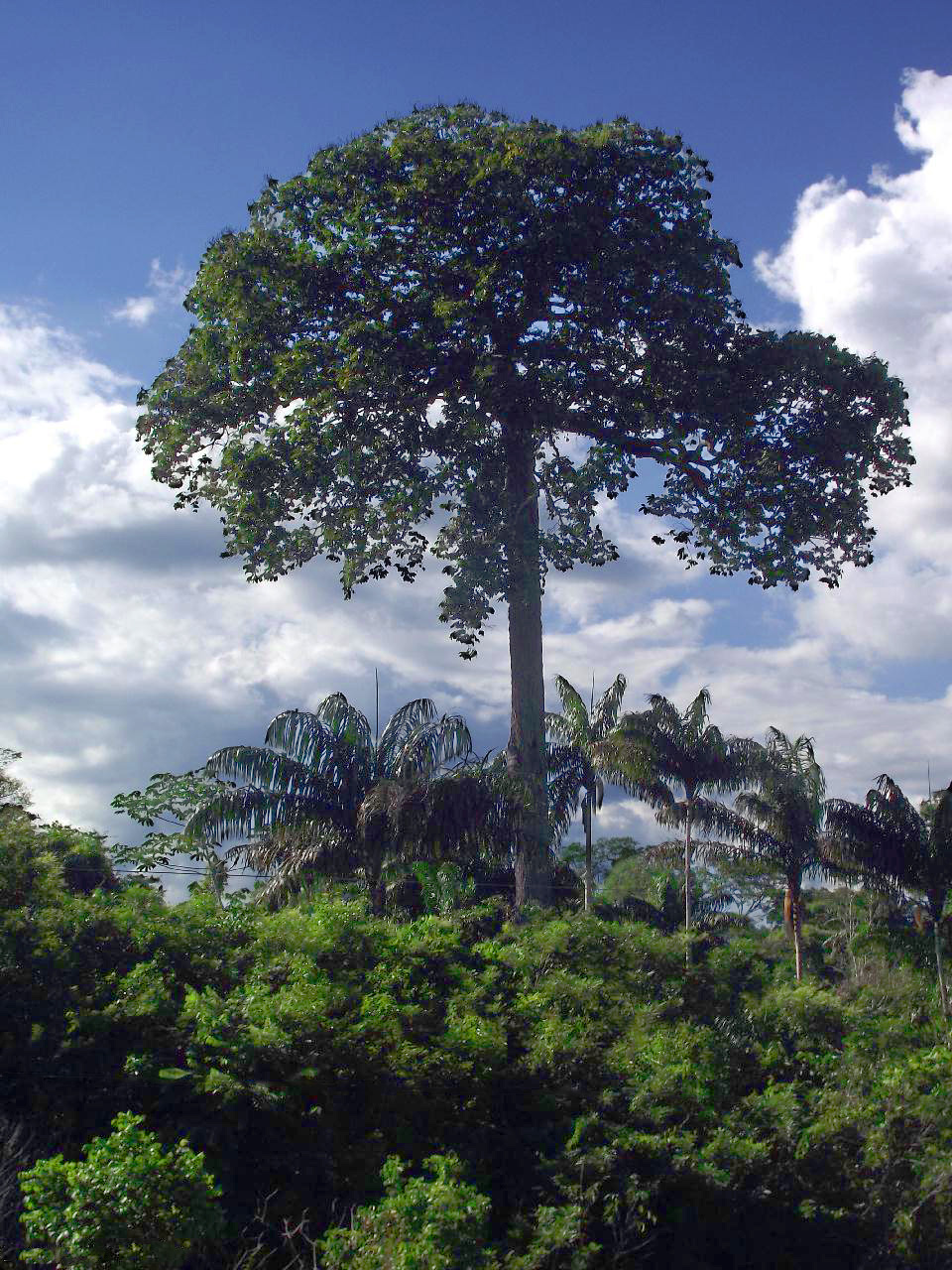
Castaño en Pará

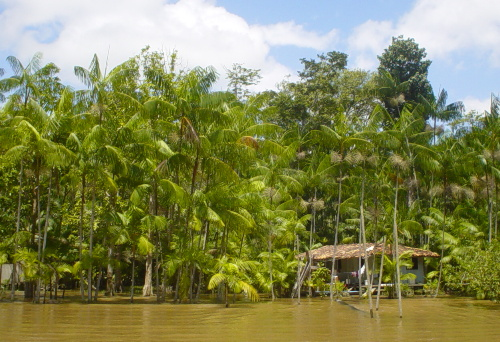
Acai en Pará

En la economía destaca la extracción mineral, hecha principalmente en la Sierra de Carajás (hierro, bauxita, magnesio, piedra caliza, oro, estaño). La agricultura, la ganadería y las crianzas, la extracción vegetal, y la industria también son importantes económicamente. La industria creció después de la instalación de la hidroeléctrica de Tucuruí, en los años 1980.
El sector de servicios es el componente más grande del PIB con 40.9%, seguido por el sector industrial con 36.3%. La agricultura representa el 22.8% del PIB (2004). Pará exporta mineral de hierro 31.1%, aluminio 22.2%, madera 13.5%, minerales de aluminio 8.3%, otros minerales 7.9% (2002), que representan 1.8% de la economía brasileña (2005).
Pará es el mayor productor de yuca, açaí, piña y cacao de Brasil y se encuentra entre los más grandes de Brasil en la producción de pimienta negra (2º lugar), coco (3º lugar) y plátano (6º lugar), además de producir soja y el castaña de Pará.
En la producción de yuca, Brasil produjo un total de 17,6 millones de toneladas en 2018. Pará fue el mayor productor del país, con 3,8 millones de toneladas.
En 2019, Pará produjo el 95% de açaí en Brasil. El estado comercializó más de 1.2 millones de toneladas de la fruta, con un valor de más de US $ 1,5 billones, aproximadamente el 3% del PIB del estado.
En 2018, Pará fue el mayor productor brasileño de piña, con 426 millones de frutas cosechadas en casi 19 mil hectáreas. En 2017, Brasil fue el tercer productor más grande del mundo (cerca de 1500 millones de frutas cosechadas en aproximadamente 60 mil hectáreas). Es la quinta fruta más cultivada del país. El sureste de Pará tiene el 85% de la producción estatal: las ciudades de Floresta do Araguaia (76.45%), Conceição do Araguaia (8.42%) y Salvaterra (3.12%) lideraron el ranking este año. Floresta do Araguaia también tiene la mayor industria de jugo concentrado de frutas en Brasil, exportando a la Unión Europea, Estados Unidos y Mercosur.
En la producción de cacao, Pará ha estado compitiendo con Bahía por el liderazgo de la producción brasileña. En 2017 Pará obtuvo el liderazgo por primera vez. En 2019, la gente de Pará cosechó 135 mil toneladas de cacao y los bahianos cosecharon 130 mil toneladas. El área de cacao de Bahía es prácticamente tres veces mayor que la de Pará, pero la productividad de Pará es prácticamente tres veces mayor. Algunos factores que explican esto son: los cultivos en Bahía son más extractivistas, y los de Pará tienen un estilo más moderno y comercial, además de paraenses que usan semillas más productivas y resistentes, y su región brinda resistencia a Escoba de bruja.
Pará es el segundo mayor productor brasileño de pimienta negra, con 34 mil toneladas cosechadas en 2018.
Pará es también uno de los mayores productores brasileños de coco. En 2019, fue el tercer productor más grande del país, con 191.8 millones de frutas cosechadas, solo superada por Bahía y Ceará.
La castaña de Pará siempre ha sido uno de los principales productos de extracción en el norte de Brasil, con recolección en el suelo del bosque. Sin embargo, en las últimas décadas, se creó el cultivo comercial de castaña. Ya hay propiedades con más de 1 millón de castaños para la producción a gran escala. Los promedios anuales de producción en Brasil variaron entre 20 mil y 40 mil toneladas por año en 2016.
En soja, en la cosecha de 2019, Pará cosechó 1.8 millones de toneladas.
En 2018, en la producción nacional de plátano, Pará ocupó el sexto puesto nacional.
En 2018, Pará tenía la quinta manada de vacuno más grande de Brasil, con 20,6 millones de cabezas de ganado. La ciudad de São Félix do Xingu es la cabeza de ganado más grande del país, con 2,2 millones de animales. Marabá es la sexta ciudad más grande del país en número, con 1 millón de animales. En el ranking de los 20 rebaños principales, Pará tiene siete nombres. Parte de esto se debe al hecho de que los municipios de Pará tienen un territorio gigantesco.

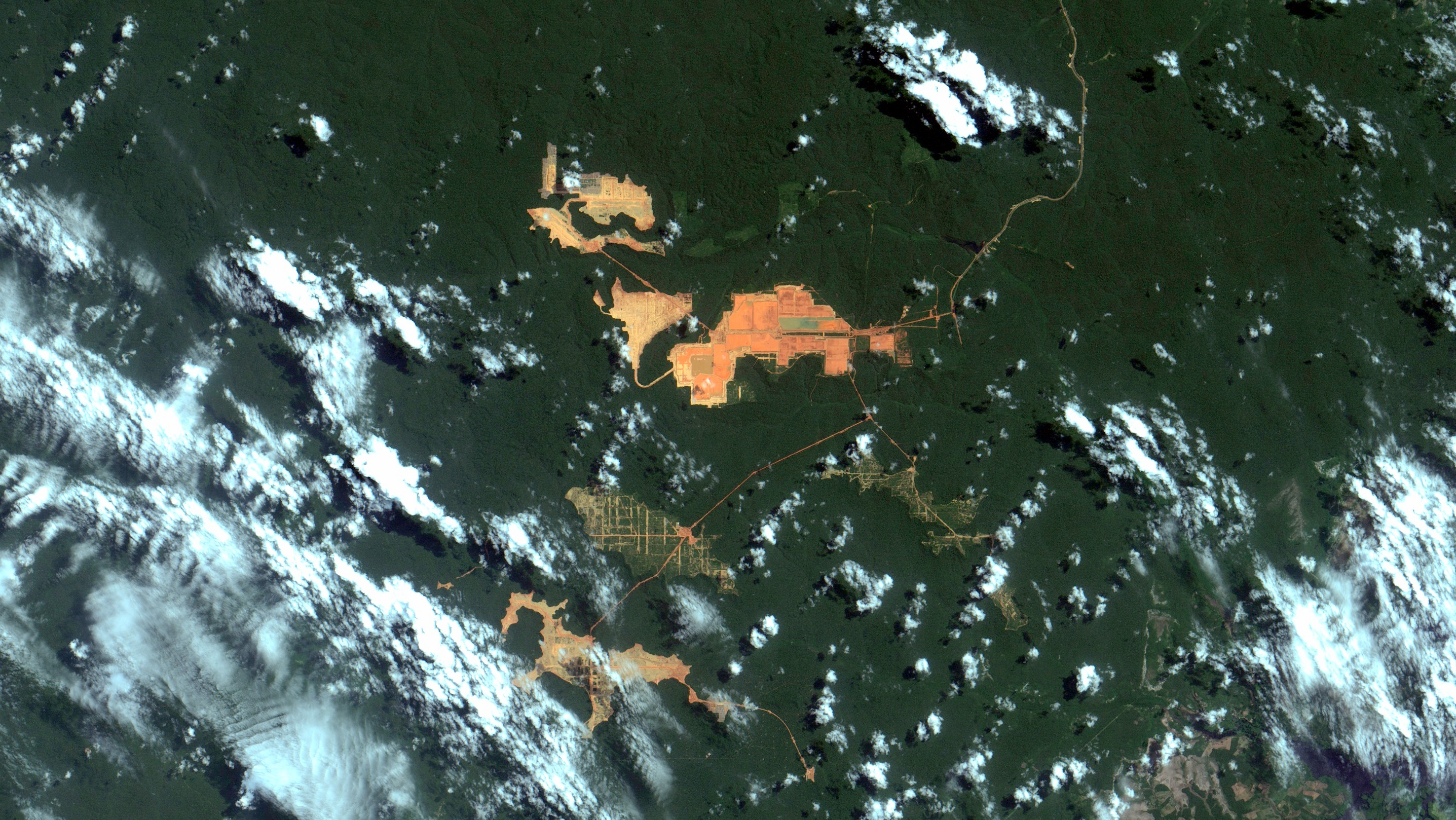
Extracción de bauxita en Pará

En 2017, en el sector del mineral de hierro, Pará fue el segundo mayor productor nacional, con 169 millones de toneladas (de los 450 millones producidos por el país), con un valor de R $ 25.5 mil millones. En cobre, Pará produjo casi 980 mil toneladas (de los 1,28 millones de toneladas en Brasil), a un valor de R $ 6,5 mil millones. En aluminio (bauxita), Pará realizó casi toda la producción brasileña (34,5 de 36,7 millones de toneladas) a un valor de R $ 3 mil millones. En manganeso, Pará produjo una gran parte de la producción brasileña (2,3 de 3,4 millones de toneladas) a un valor de R $ 1 mil millones. En oro, Pará fue el tercer productor brasileño más grande, con 20 toneladas por un valor de R $ 940 millones. En níquel, Goiás y Pará son los únicos dos productores en el país, con Pará siendo el segundo en producción, habiendo obtenido 90 mil toneladas por un valor de R $ 750 millones. En estaño, Pará es el tercer productor más grande (4,4 mil toneladas, por un valor de R $ 114 millones). Pará tenía el 42,93% del valor de la producción mineral comercializada en Brasil, con casi R $ 38 mil millones.
Debido a la proximidad de las minas de mineral de hierro, se creó Siderúrgica Norte Brasil (Sinobras) en Marabá. En 2018, la acería produjo 345 mil toneladas de acero crudo, de los 35.4 millones producidos en el país.
Pará tuvo en 2017 un PIB industrial de R $ 43.800 millones, equivalente al 3,7% de la industria nacional. Emplea a 164.989 trabajadores en la industria. Los principales sectores industriales son: extracción de minerales metálicos (46,9%), servicios públicos de servicios industriales, como electricidad y agua (23,4%), construcción (14,8%), metalurgia (4,3%) y alimentos (4,3%). Estos 5 sectores concentran el 93.7% de la industria del estado.
La industria se concentra más en la región metropolitana de Belém, con los distritos industriales de Icoaraci y Ananindeua, y también se ha consolidado en municipios como Marituba, Barcarena y Marabá a través de inversiones en la verticalización de los minerales extraídos, como la bauxita y el hierro, que, cuando se benefician, agregan valor al transformarse en aluminio y acero en el propio Estado. Debido a las características naturales de la región, las industrias madereras y de muebles también se destacan como ramas fuertes de la economía, con un centro de muebles instalado en el municipio de Paragominas.